# 反笑話
反笑話指的是講笑話的人故意講出不好笑的故事來試著逗聽眾發笑。當聽眾在預期聽到一個好笑的故事，而在故事結尾才發現故事並沒有任何好笑的地方，這樣子的衝突感會反而讓聽眾覺得很好笑。
反笑話中故事的鋪陳通常會佯裝成一個普通的笑話，而在最後笑點應該出現的時候，卻沒有出現聽眾預期中的笑點，這時造成的意外感就是反笑話試圖達成的。在「長毛狗的故事」 中就是類似的概念。事實上，有些研究直接認定「長毛狗的故事」就是一種反笑話的形式。

## 範例
「長毛狗的故事」中用一系列冗長的事件來描述一條狗的毛很長，當故事到了這條狗進入了長毛狗世界錦標賽時，似乎已經到了最高潮，但在結尾時卻沒有任何有趣的事情發生。
另外一種形式的反笑話則是借用普通笑話的格式來佯裝成普通的笑話，例如「你知道反笑話和普通笑話有什麼不一樣嗎？（页面存档备份，存于）」就借用了「你知道 X 和 Y 有什麼不一樣嗎？」的格式，但笑話內容卻是「你知道反笑話和普通笑話有什麼不一樣嗎？我真的看不太懂。有人可以告訴我嗎？」